# Демократско-републиканска странка
Републиканска странка, ретроактивно названа Демократско-републиканска странка (израз који су сковали историчари и политиколози), а између осталих називана и Џеферсонова републиканска партија, била је америчка политичка партија коју су основали Томас Џеферсон и Џејмс Медисон раних 1790-их који се залагао за републиканизам, индивидуалну слободу, једнака права, децентрализацију, слободна тржишта, слободну трговину, аграризам и симпатије према Француској револуцији. Странка је постајала све доминантнија након избора 1800. године пошто је противничка федералистичка странка пропала.
Све већа доминација над америчком политиком довела је до све већих фракцијских подела унутар странке. Стари републиканци, предвођени Џоном Тејлором из Каролине и Џоном Рендолфом из Роанока, веровали су да су администрације Џеферсона, Медисона и Монроа – и Конгреси које је предводио Хенри Клеј – на неки начин издали републиканске „принципе ’98. проширењем величине и делокруга националне владе. Републиканци су се распали током председничких избора 1824. Они који су позивали на повратак старијим оснивачким принципима странке често су називани „демократским републиканцима“ (касније демократе), док су они који су прихватили новије националистичке принципе „америчког система“ често називани националним републиканцима (касније виговцима). 
Републиканска странка је настала у Конгресу како би се супротставила националистичкој и економски интервенционистичкој политици Александра Хамилтона, који је служио као секретар за трезор под председником Џорџом Вашингтоном. Републиканци и супротстављена федералистичка партија постали су кохезивнији током другог мандата Вашингтона, делимично као резултат дебате о Џеј споразуму. Иако га је поразио федералиста Џон Адамс на председничким изборима 1796, Џеферсон и његови републикански савезници дошли су на власт после избора 1800. Као председник, Џеферсон је председавао смањењем државног дуга и државне потрошње, и завршио куповину Луизијане са Француском.
Медисон је наследио Џеферсона на месту председника 1809. и водио је земљу током углавном неуспешног рата 1812. са Британијом. После рата, Медисон и његови савезници у Конгресу су основали Другу банку Сједињених Држава и применили заштитне тарифе, означавајући удаљавање од ранијег нагласка странке на правима држава и стриктну конструкцију Устава Сједињених Држава. Федералисти су пропали након 1815. године, започевши период познат као Ера добрих осећања. У недостатку ефективне опозиције, републиканци су се поделили у ривалске групе након председничких избора 1824: једна фракција је подржала председника Џона Квинсија Адамса, док је друга подржала генерала Ендруа Џексона. Џексонове присталице су се на крају удружиле у Демократску странку, док су Адамсове присталице постале познате као Национална републиканска партија, која се касније спојила у Виговску партију.
Републиканци су били дубоко посвећени принципима републиканизма, за који су се плашили да су угрожени аристократским тенденцијама федералиста. Током 1790-их, партија се снажно противила федералистичким програмима, укључујући и националну банку. После рата 1812, Медисон и многи други партијски лидери су прихватили потребу за националном банком и инфраструктурним пројектима финансираним из савезне државе. У спољним пословима, партија је заговарала западну експанзију и тежила је фаворизовању Француске у односу на Британију, иако је профранцуски став странке избледео након што је Наполеон преузео власт. Демократски републиканци су били најјачи на југу и западној граници, а најслабији у Новој Енглеској.

## Демократско-републикански председници
| Име              | Председник САД (хронолошки) | Период    |
| ---------------- | --------------------------- | --------- |
| Томас Џеферсон   | 3. председник               | 1801–1809 |
| Џејмс Медисон    | 4. председник               | 1809–1817 |
| Џејмс Монро      | 5. председник               | 1817–1825 |
| Џон Квинси Адамс | 6. председник               | 1825–1829 |